# XXXXVI Corpo Panzer (Alemanha)
O XXXXVI corpo Panzer foi um Corpo de Exército da Alemanha durante a Segunda Guerra Mundial. Foi formado a partir do XXXXVI Corpo de Exército em Maio de 1941 e participou da Operação Barbarossa lutando em Quieve, Putívia, Viasma e Volocolamsco. Mais tarde lutou em Rusa-Volocolamsco, Rescóvia, Viasma e Yelnya antes de lutar na Operação "Zitadelle" (Kursk). Teve de recuar até a área de Svin em Setembro de 1943 e para Mozyr em Dezembro.
Foi transferida para o Setor Sul em Janeiro de 1944 onde lutou em Vinnitsa e mais tarde em Niester. Recuou pela Polônia e encerrou a Segunda Guerra Mundial na Pomerânia entregando-se às Forças Britânicas.

## Comandantes
| Comandante                                            | Data                                                |
| ----------------------------------------------------- | --------------------------------------------------- |
| General der Infanterie Hans Zorn                      | 14 de junho de 1942 - 2 de novembro de 1942         |
| General der Panzertruppen Hans-Karl von Esebeck       | 21 de novembro de 1942 - 20 de Junho de 1943        |
| General der Infanterie Hans Zorn                      | 20 de junho de 1943 - 2 de agosto de 1943 (KIA) (1) |
| General der Infanterie Hans Gollnick                  | 2 de agosto de 1943 - 22 de março de 1944           |
| General der Infanterie Friedrich Schulz               | 22 de março de 1944 - 3 de julho de 1944            |
| Generalleutnant Fritz Becker                          | 3 de julho de 1944 - 20 de julho de 1944            |
| General der Panzertruppen Smilo Freiherr von Lüttwitz | 20 de julho de 1944 - 28 de agosto de 1944          |
| General der Artillerie Maximilian Felzmann            | 29 de agosto de 1944 - 20 de setembro de 1944       |
| General der Panzertruppen Walter Fries                | 20 de setembro de 1944 - 19 de janeiro de 1945      |
| General der Infanterie Martin Gareis                  | 19 de janeiro de 1945 - 8 de maio de 1945           |

Notas
1. Hans Zorn faleceu em 24 de Agosto de 1943 por uma bomba soviética lançada de um avião.

## Área de Operações
- Polônia (Maio 1941 - Junho 1941)[3]
- Frente Oriental, Setor Central (Junho 1941 - Janeiro 1944)
- Frente Oriental, Setor Sul (Janeiro 1944 - Agosto 1944)
- Polônia (Agosto 1944 - Janeiro 1945)
- Oeste da Prússia & Pomerânia   (Janeiro 1945 - Maio 1945)

## Membros Notáveis
- Hans-Karl Freiherr von Esebeck (Ativo na resistência contra Hitler)